# معبد بكين
معبد بكين اليهودي (بالعبرية: בית הכנסת העתיק בפקיעין الكنيس القديم في البقيعة بلعين)، هو كنيس يهودي يقع في وسط البقيعة بلعين، شمال إسرائيل قد بنيت في الجدران اثنين من الحجارة مأخوذة من جدران المعبد اليهودي في القدس.

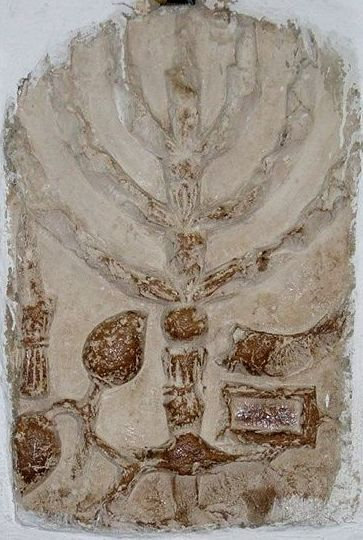
اللوحة الحجرية التي عثر عليها في المعبد اليهودي.

وفقا للتقاليد المحلية الكنيس بنيت في موقع بيت لالمدراش، حيث الحاخام يشوع بن Hananiah وقد علمتنا قبل شريط بن كوكبة الحرب، الحاخام شمعون بار Yochai بعد ذلك. الهيكل الحالي سنة 1873 بعد واحد السابق دمره زلزال 30 عاما في وقت سابق. تمويل البناء يشهد على لوحة تذكارية التبرع، أعطيت من قبل يهودي يدعى رافائيل هاليفي من بيروت.
في عام 1926 1930 اثنين الحجري القديم أقراص كشف في الكنيس. واحد يصور الشمعدان، شوفار و lulav والثاني يصور التوراة الضريح. وكلاهما مؤرخة بين أواخر القرن 2 م وأوائل 3.
في 1955 الإسرائيلية وزارة الشؤون الدينية تجديده بناء على طلب من الرئيس يتسحاق بن تسفي الذي زار الجالية اليهودية في بيكي بلعين في عام 1922 وموثقة في كتابه الشعار Yashuv. إلى هذه الغاية 100 شيكل الأوراق النقدية التي يتميز يتسحاق بن تسفي، كما يتميز بلعين اليهودي على الجانب العكسي. الكنيس، وليس عادة نشطة، يتم الاحتفاظ من قبل مرغليت Zinati. Zinati هو من عائلة يهودية الذين عاشوا لقرون في بلعين، يقال منذ زمن الهيكل الثاني.

## الآثار
في فبراير عام 2017 المجلس على الحفاظ على المواقع التراثية في إسرائيل اكتشفت 1800 سنة من العمر الحجر الجيري عمود رأس المال. محفورة على عمود رأس المال نوعان العبرية النقوش التي يرجع تاريخها إلى الفترة الرومانية. وكان العمود وجدت رأسا على عقب في المبنى فناء. «تحليل أولي النقوش تشير إلى أن هذه هي تكريسي النقوش تكريم الجهات المانحة إلى كنيس يهودي.» قال يوآف ليرر المفتش في الجليل الغربي. أوريل Rosenboym مدير بيت Zinati ، هتف أن «لا أحد يمكن أن يجادل مع كتابة قطعة أثرية. كان هناك كنيس القديمة هنا الكنيس بنيت في شكله الحالي في القرون الأخيرة.»

## مزيد من القراءة
- I. بن Zevi. «الاكتشافات في Pekiin.» فلسطين الاستكشاف الصندوق كل ثلاثة أشهر بيان, 62(4), pp.  210–214. دُوِي:10.1179/peq.1930.62.4.210
- E. L. Sukenik. «تصاميم من التوراة ضريح القديمة في المعابد اليهودية في فلسطين». فلسطين الاستكشاف الصندوق كل ثلاثة أشهر بيان, 63(3), pp.  22–25. دُوِي:10.1179/peq.1931.63.1.22